# Lecaniobius grandis
Lecaniobius grandis är en stekelart som beskrevs av De Santis 1950. Lecaniobius grandis ingår i släktet Lecaniobius och familjen hoppglanssteklar. Inga underarter finns listade i Catalogue of Life.